# Греко (мис)
34°57′26″ пн. ш. 34°05′01″ сх. д. / 34.95722° пн. ш. 34.08361° сх. д.
Гре́ко, Ка́по-Гре́ко, Ка́во-Гре́ко (грец. Κάβο Γκρέκο, італ. Capo Greco) — мис у південно-східній частині острова Кіпр, який одночасно є віддаленою:
- південно-східною частиною затоки Фамагуста;
- південною частиною, що закінчує бухту Ай-Напі.

Має скелястий берег, із численними гротами.
Ріг розташований в межах національного парку та проміж селищами Ая-Напа й Протарас.
Поділений на дві часини:
- туристична — вільний доступ для всіх бажаючих;
- військова — доступ обмежений, там розміщена британська військова база.

В східній частині рогу розташований маяк.

## Туристична частина парку
Туристична частина рогу розміщена в межах державного лісового парку «Ка́во Гре́ко», якій має площу 384,9 га. В парку ростуть декілька різновидів орхідеї, шафрани, пізньоцвіти та півників. Всього в парку винайдено 400 видів рослин, 14 з них ростуть тільки тут.
Парк має облаштовані та марковані піші та велосипедні доріжки, оглядові майданчики та облаштовані місця для пікніку.
До парку можна дістатись автобусами № 101, 102 з селищ Айя-Напа або Протарас, зупинка «Cape Greko».

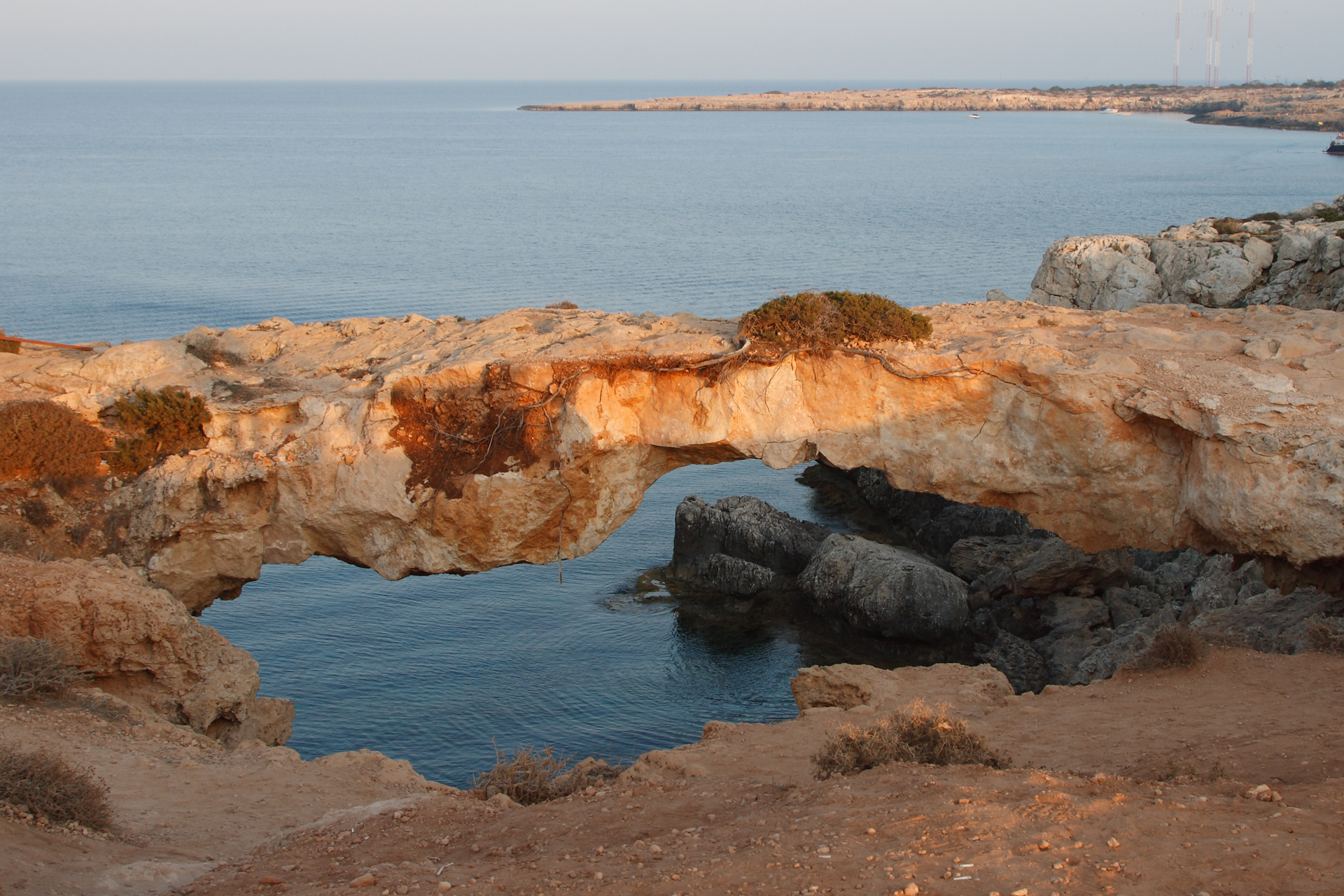
«Міст закоханих»
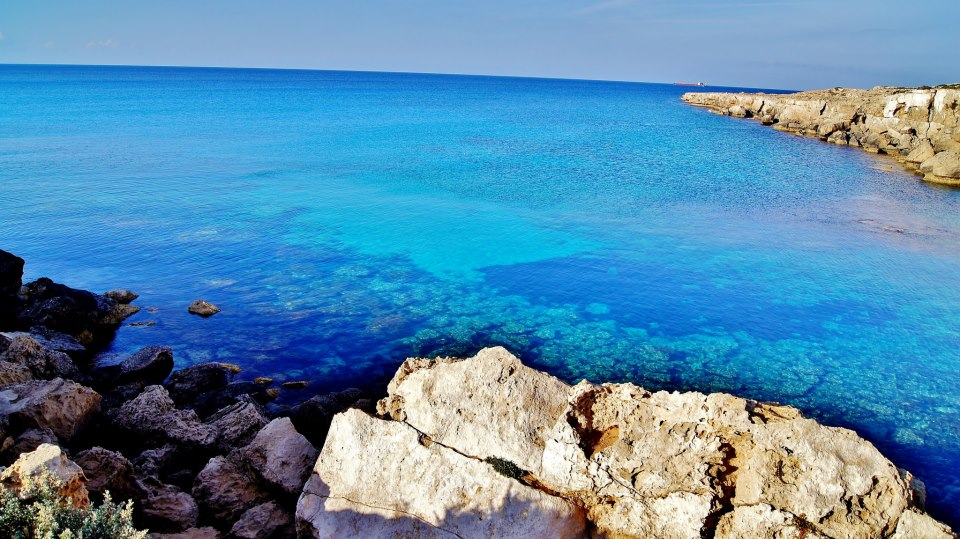
Вода навколо мису Греко у 2013 році
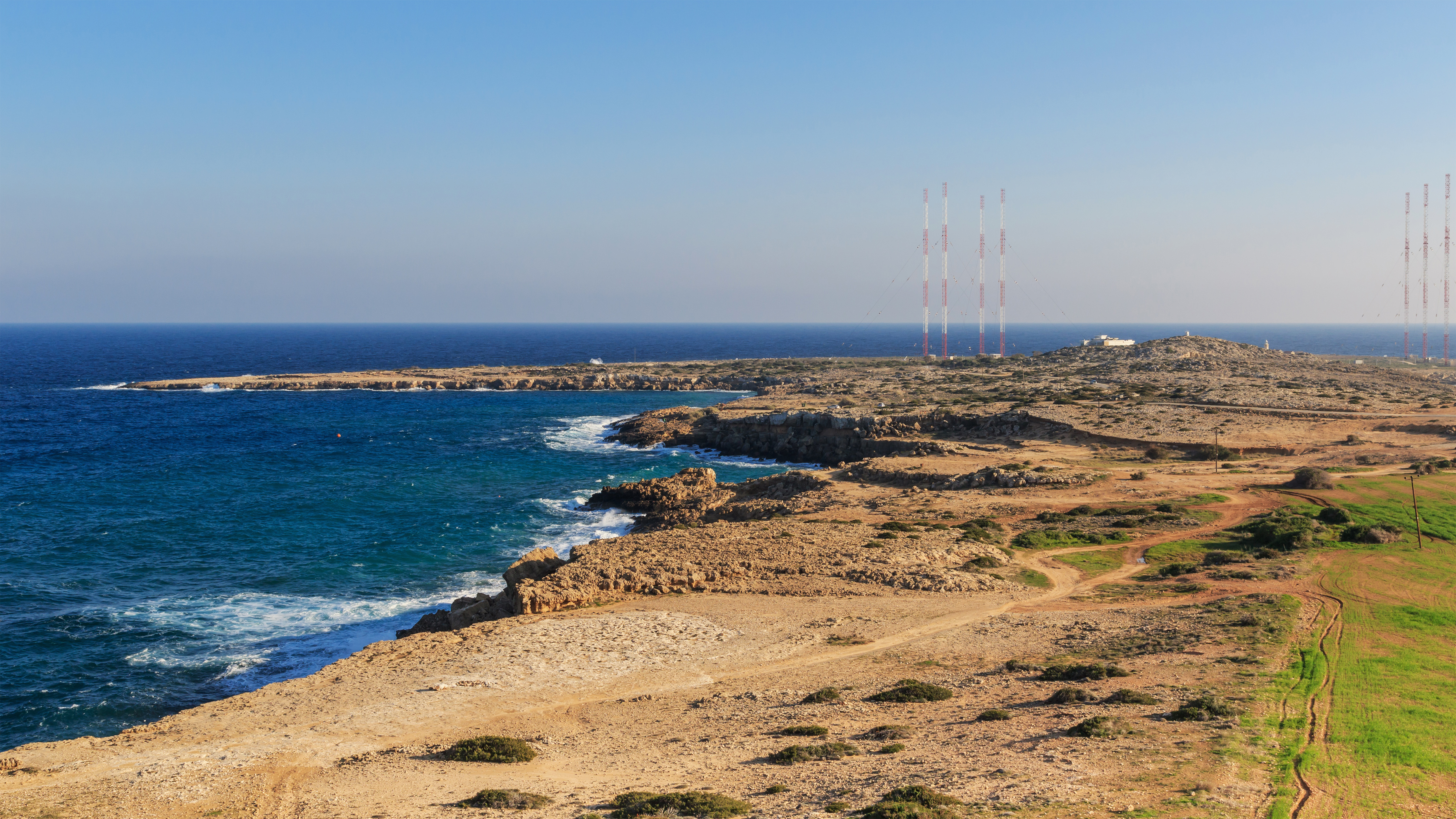
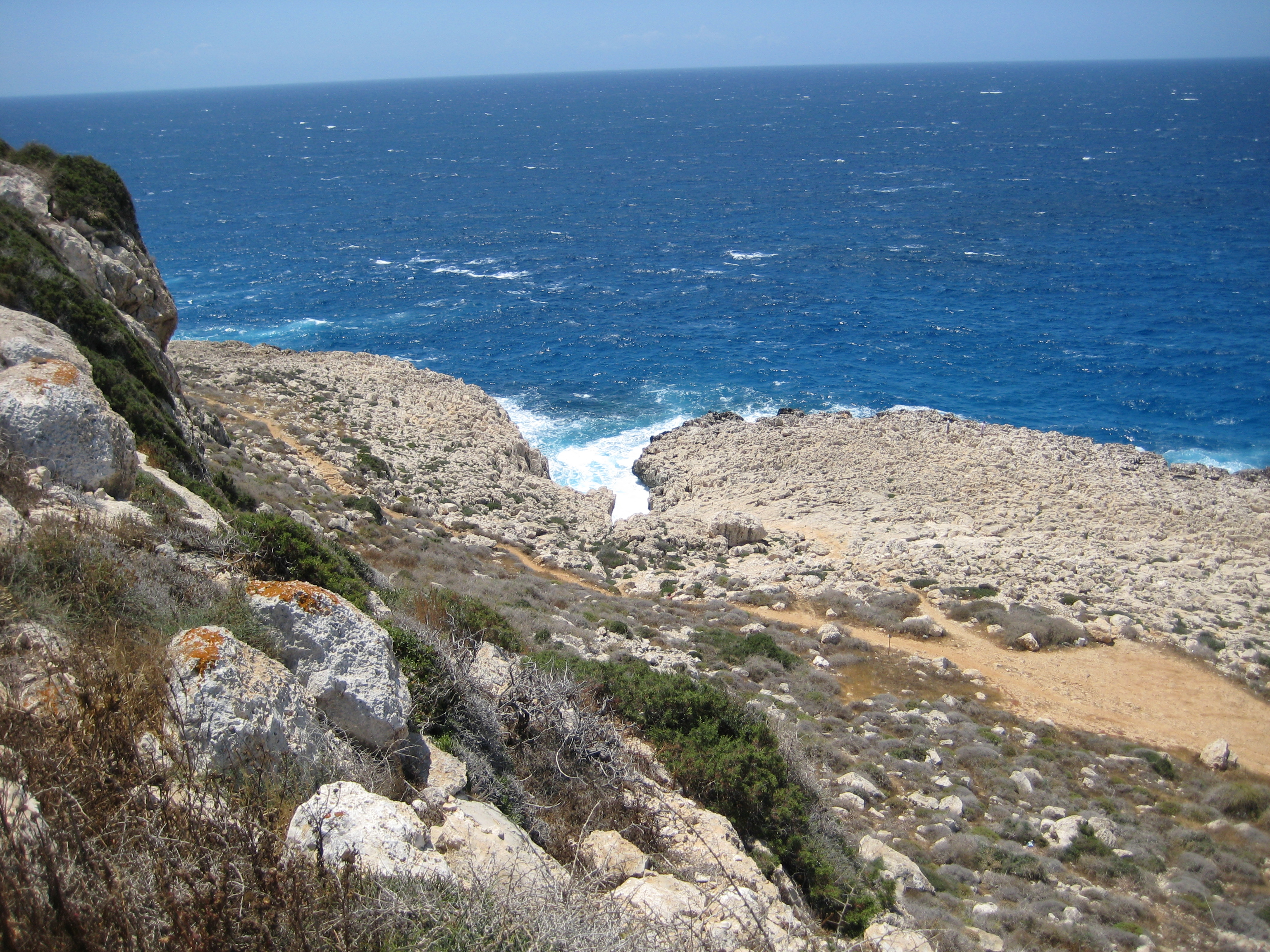